# Coenosia fallax
Coenosia fallax este o specie de muște din genul Coenosia, familia Muscidae, descrisă de Stein în anul 1913.
Este endemică în Etiopia. Conform Catalogue of Life specia Coenosia fallax nu are subspecii cunoscute.